# Ceuthomantis smaragdinus
Ceuthomantis smaragdinus es una especie de anfibios de la familia Craugastoridae.

## Distribución geográfica y hábitat
Es endémica de los tepuy Ayanganna y Kopinang (Guayana Esequiba); quizá también en el adyacente Brasil. Su rango altitudinal oscila alrededor de 1500 m s. n. m..